# Anton Ažbe
Anton Ažbe [ánton ažbé], slovenski slikar, * 30. maj 1862, Dolenčice pri Javorjah pri Škofji Loki, † 6. avgust 1905, München.

## Življenjepis
Rodil se je v hribovski vasici Dolenčice pri Javorjah v Škofjeloškem hribovju očetu Juriju in materi Marjani (rojena Debeljak). Najprej so ga poslali učit za duhovnika, ker mu je oče zgodaj umrl pa ga je varuh stric Janez javorski župan poslal v uk za trgovskega vajenca v Celovec. Po petih letih se je preselil v Ljubljano, kjer je kmalu opustil trgovski poklic in dve leti pomagal slikarju Janezu Wolfu, nato pa najprej odšel na likovno akademijo na Dunaj in zatem v München ter se razvil v izvrstnega risarja. V Münchnu je bil absolvent, ko so ga prijatelji in kolegi pregovorili, naj odpre svojo risarsko šolo. Bil je namreč odličen korektor in z veseljem je pomagal pri popravkih, ko so ga za to prosili.
Ažbe je bil osrednja slovenska slikarska osebnost ob koncu 19. stoletja. Težil je k realizmu in uporabi čistih barv. Med letoma 1891 in 1905 je imel v Münchnu zasebno slikarsko in risarsko šolo, ki so jo med drugim obiskovali Alexej von Jawlenski, Vasilij Vasiljevič Kandinski, Beta Vukanović, Matija Jama, Rihard Jakopič, Ivan Grohar, Matej Sternen, Ludvik Kuba in drugi. Čeprav ni Ažbe nikoli zapisal svojih naukov, jih nekaj poznamo: princip krogle (kar je bliže, je svetlejše) in kristalizacija barv (uporaba čistih barv) sta bila najpomembnejša, prav tako je spodbujal svoje učence k individualnemu razvoju. Njegova najbolj znana slika je ženski portret »Zamorka« (1895), ki je na ogled v Narodni galeriji v Ljubljani. Na to sliko je bil Ažbe zelo ponosen, saj je bila študijska predloga njegovih naukov. Visela je v slikarski šoli in bila zgled kvalitetnega dela.  
Žal je ohranjenih le petnajst del od skupno štiriindvajsetih, o kateri so poročali njegovi kolegi. Večino hranijo v Narodni galeriji v Ljubljani. 
V zadnjem času o njem veliko pišejo ruski umetnostni zgodovinarji, ki preučujejo Ažbetov vpliv na ruske učence.
- Avtoportret, 
 olje na platnu, 1886
- Sedeč moški akt v profilu, 
 oglje, papir, 1886, 
 100 × 196,5 cm
- Zamorka, 
 olje na platnu, 1895, 
 39,4 × 55,2 cm[6]
- Pevska vaja, 
 olje na platnu, okoli 1900, 
 160 × 123 cm[7]
- V haremu, 
 olje na platnu, 1903, 
 51,3 × 44,3 cm[8]